# Дунайський провулок (Київ)
Дуна́йський прову́лок — зниклий провулок, що існував у Дарницькому районі міста Києва, місцевість Село Шевченка. Пролягав від Дунайської до Тростянецької вулиці.

## Історія
Провулок утворився в першій половині XX століття під назвою 202-га Нова вулиця. Назву Дунайський провулок набув 1953 року. 
Ліквідований у середині 1980-х років у зв'язку зі знесенням малоповерхової забудови села Шевченка. 